# Henry Seely White
Henry Seely White (Cazenovia, 20 de maio de 1861 — Poughkeepsie, 20 de maio de 1943) foi um matemático estadunidense.

## Publicações
- Linear systems of curves on algebraic surfaces in  The Boston colloquium: lectures on mathematics delivered from September 2 to 5, 1903, before members of the American mathematical society, edited by Thomas Scott Fiske and William Fogg Osgood p. 1 (American Mathematical Society, 1903)

## Obituário
- Mary Evelyn Wells, Henry Seely White—In memoriam, Bulletin of the American Mathematical Society, 49, (1943), pp. 670–671.